# 刺胞

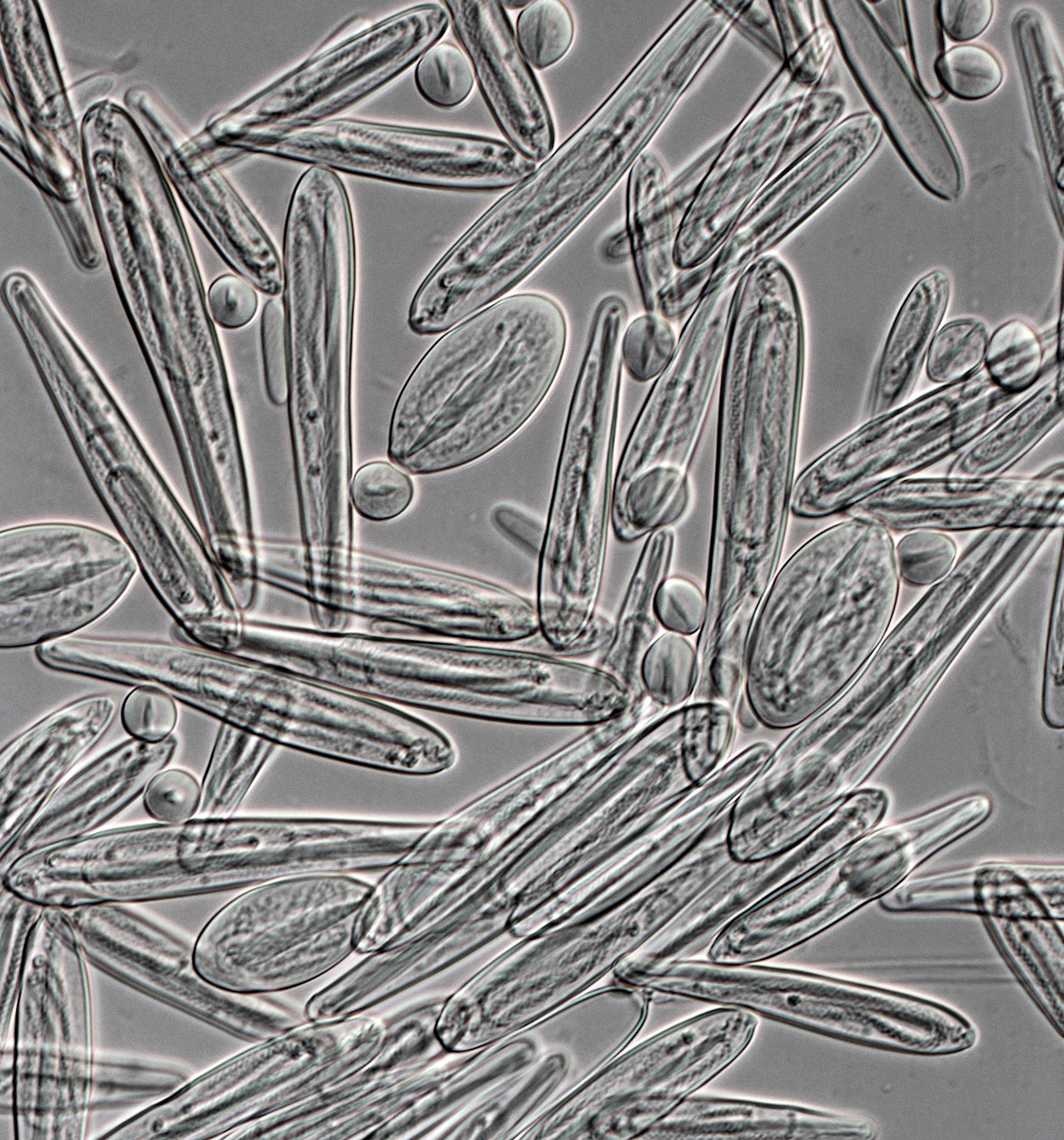
オーストラリアウンバチクラゲの触手から採取された刺胞の光学顕微鏡写真（400倍）

刺胞（しほう）は、刺胞動物が持つ毒針。袋状になっており、刺激を受けると袋を反転させながら刺糸をはじきだす。刺胞には、中が中空になっており反転しながら皮膚に刺さるもの、巻きつくもの、粘着するものなどがある。さらにそれを何種類かにわけることができる。種類によっては毒の成分なども違い、クラゲなどに至ってはクラゲとポリプ世代で違う刺胞を持つタイプもある。

## 概説
- a. 射出前の状態
- b. 射出開始中の状態
- c. 射出が完了した状態

| cn.  | 刺細胞突起                 |
| x.   | 蓋                         |
| o.c. | 刺胞嚢の外壁               |
| f.   | 刺糸                       |
| i.c. | 内壁。刺糸に繋がっている。 |
| b.   | 床尾部およびその棘         |
| N.   | 刺細胞の細胞核             |

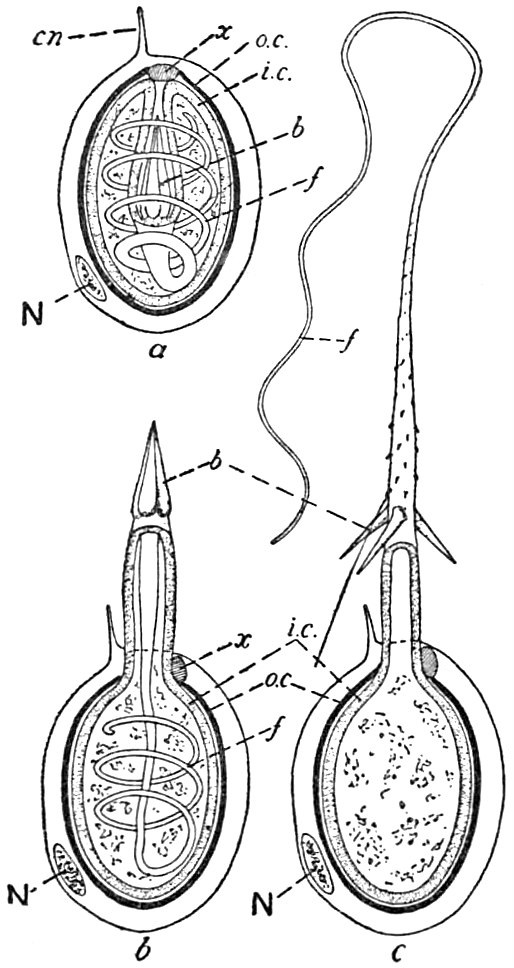
刺胞の構造と動作機序。

刺胞は一つの細胞には一個だけ入っている細胞小器官である。細胞内にある間は、楕円形の袋の中に刺糸（さしいと、又はしし）が入っている。この袋を刺胞嚢という。刺胞嚢が細胞外に顔を出した部分に蓋があり、刺糸はこの裏側から始まって、刺胞嚢内で縦、あるいは横、あるいはその両方向に渦を巻いて入っている。何等かの刺激を受けると、この刺糸は反転して外に伸び出し、標的に突き刺さったりからまったりする。刺糸の外側には細かい棘が螺旋状に並んでいるのが普通である。また、刺糸の基部にやや太くなった床尾部を持つものでは、ここに特に強い棘を持つ。なお、刺胞嚢に収まっている時には、これらはすべて反転しているので、内側に向かって収められている。

## 種類と役割
刺胞には何通りかの型があり、同一種でも複数を持って役割に応じて使い分ける。したがってそれらの刺胞の体における分布も違いがある。大きく分けると以下のようなものがある。
- 貫通刺胞（かんつうしほう）；刺糸が標的に突き刺さり、その先端から毒液を注入する。最初に突き出される底尾部という部分に鋭い棘があり、これが相手に突き刺さることで続く刺糸が貫通する。
- 捲着刺胞（けんちゃくしほう）：標的物に巻き付く。射出されると螺旋状等に捲いて絡み付くようになっている。刺糸の先端は閉じている。
- 粘着刺胞（ねんちゃくしほう）：長く伸びて標的に絡み付く。底尾部がないため突き刺さらない。

これらの刺胞にはさらに細かい種類の違いがある。他に一部の分類群はやや特殊な刺胞を持っている例もある。大まかにはヒドロ虫類と花虫類では特殊な刺胞を持っていてその種類も多く、鉢虫類や箱虫類では特殊なものを持たず、種類も少なくなっている。

## 射出の仕組み

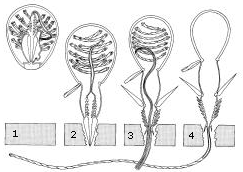
刺細胞の射出の模式図

射出の仕組みについてはいまだに分からないことが多い。これはその速度があまりに速すぎるのも理由の一つになっている。ヒドロ虫類の貫通刺胞の一つである狭端体ではある程度詳しく調べられている。これは1984年にHolsteinとTardentが毎秒4万枚撮影の高速カメラを用いて研究が行われ、それでも速すぎると2006年にはNuechetらが毎秒143万枚撮影の超高速カメラを用いて研究した成果である。それによると、最初に突き出されるのは剣状棘と呼ばれる突起であるが、発射の瞬間からこれが突き出るのに要する時間は約0.7マイクロ秒しかかからない。ここから計算される剣状棘の平均加速度は重力加速度の541000倍、標的にぶつかる際の速度は時速に換算すると134kmにもなる。剣状棘が標的の表面に突き刺さるとそこから刺糸が反転して伸びながら貫通して行き、所々に空いた穴からは毒液が吹き出す。刺糸が伸び切るのに要する時間は約0.3秒であった。

## 射出のエネルギー
このような強力な射出がどのようなエネルギーで生じるのかについては、詳しいことは分かっていない。刺胞の内部の浸透圧が150気圧に達すること、刺胞嚢の体積が射出の後には約半分になることなどから、この圧力差と、刺胞嚢の収縮によって押し出されるらしい。さらに、刺糸が強く撚られて収納されており、これがほぐれる力も働いているであろう。また、浸透圧の差によって嚢内に水が流入する力が働いているとの説もある。

## 射出の調節
刺胞は獲物や外敵に触れた時に発射される。これは、接触による物理刺激や、相手の体の化学成分による化学刺激によると考えられる。一部の刺胞細胞はそれを取り巻く助細胞を伴って刺細胞助細胞複合体 (CSCC) を構成しており、この助細胞にある突起が物理刺激を受けると、これがシナプスを介して刺細胞に伝えられ、刺胞が発射される。また、化学刺激については感覚細胞助細胞複合体 (SNSC) によって受容され、これが神経やシナプスを介して刺細胞へ伝えられる。その他に、刺細胞が刺激を受容して発射を行うと同時に、神経を介して他の刺細胞に対しても刺激を伝える例も知られている。また、化学刺激によって物理刺激による発射が制御される例も知られる。
他に、一部の刺胞では、刺胞そのものが物理刺激に対して反応して射出すると考えられている。したがって、多くの場合は刺胞の発射は神経によって制御されているが、個々には様々な場合があるらしい。

## 盗刺胞
刺胞動物を餌とする一部の動物は、刺胞動物を捕食する際に刺胞を自分の体内に無傷で取り込み、それを体表に置くことで自分の防御に用いる。これを盗刺胞と言い、ミノウミウシ類、渦虫類の一部、有櫛動物のフウセンクラゲモドキなどで知られている。

## カシオソーム
サカサクラゲなどのサカサクラゲ科のクラゲは通常は光合成を行う褐色藻と共生しているが、光合成が行えなくなると数千個の刺胞からなる粘性の細胞塊カシオソーム（Cassiosome、カッシオソーム）を分泌して、周りの生物に毒をばらまく狩りを行う。この現象は、現地では stinging water（刺す水）として知られていた。

## 類似の構造
極嚢というものも細胞内小器官であり、やはり長い糸をその内部に含み、それを細胞外に突出させる。これを持つものはかつて原生動物の胞子虫、特に極嚢胞子虫と呼ばれた群のものが持つ。この群は現在では多系統であるとの判断から細分されているが、その中でミクソゾアという群は多細胞動物から退化的に出現したものと判断された。その際、この器官の類似性から刺胞動物に類縁があるとの判断があった。